# Entführung von Jakub Fiszman

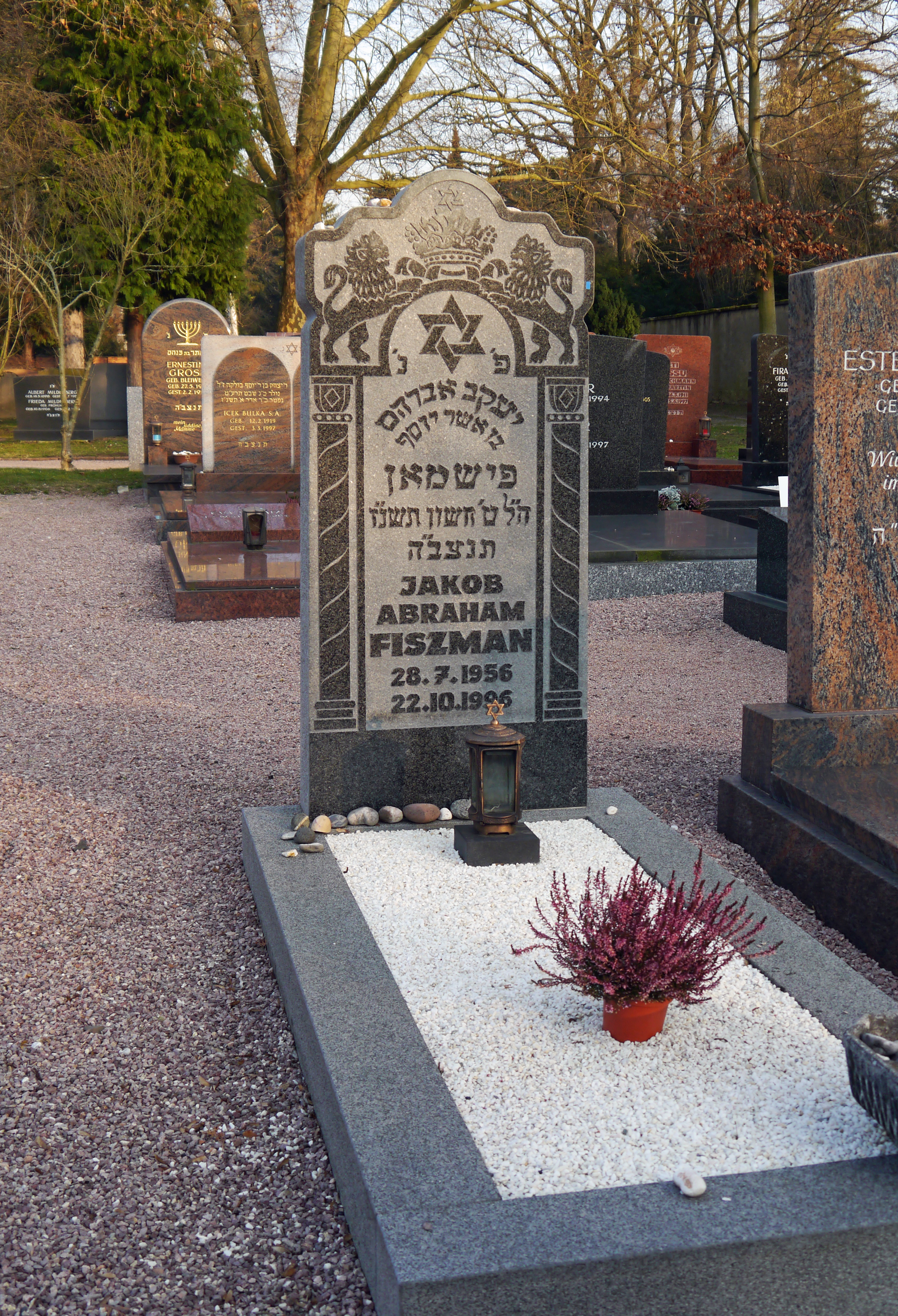
Grab von Jakob Abraham Fiszman auf dem Jüdischen Friedhof an der Eckenheimer Landstraße in Frankfurt am Main

Die Entführung und Ermordung von Jakub Fiszman ereignete sich 1996 in Hessen.

## Tathergang
Der Unternehmer Jakub Abraham Fiszman wurde am 1. Oktober 1996 auf dem Firmengelände seiner Exportfirma in der Eschborner Landstraße in Frankfurt am Main überwältigt, verschleppt und dabei verletzt. Die Behörden bewahrten Stillschweigen über den Fall. Die Entführer verlangten zunächst 3,5 Millionen DM Lösegeld. Eine erste Übergabe des Lösegeldes scheiterte, daraufhin erhöhten die Entführer ihre Forderung. Am 10. Oktober 1996 wurde ein Lösegeld von nun 4 Millionen DM an einer vereinbarten Stelle von Fiszmans Eltern an der Bundesautobahn 3 abgelegt und von den Tätern abgeholt. Auf einem nahegelegenen Parkplatz befand sich ein auf einen Sven Körppen zugelassener Geländewagen. Diese Beobachtung lenkte die Polizei auf die Spur der Täter.
Das hessische Landeskriminalamt informierte am 12. Oktober 1996 die Öffentlichkeit. Am 16. Oktober 1996 nahm die Polizei drei Männer – darunter Vater und Sohn Rainer und Sven Körppen – und zwei Frauen fest. Fast das komplette Lösegeld wurde in Wiesbaden bei den Eltern Körppens im Garten vergraben aufgefunden. In einem unwegsamen Waldgelände suchten über 500 Polizisten nach Fiszman. Am 19. Oktober 1996 fand die Polizei nach Hinweisen von Sven Körppen mit Hilfe von Spürhunden die Leiche von Fiszman in Reckenroth im Taunus.
Fiszman wurde am 22. Oktober 1996 unter großer öffentlicher Anteilnahme auf dem Neuen Jüdischen Friedhof in Frankfurt am Main neben dem Grab seines Vaters beigesetzt.

## Hintergründe zur Person
Jakub (in anderer Schreibweise Jakob) Abraham Fiszman (* 28. Juli 1956; † 3. Oktober 1996 in einem Waldstück bei Reckenroth im Rhein-Lahn-Kreis) war ein deutscher Geschäftsmann aus Frankfurt am Main. Er war einer der reichsten Frankfurter Bürger und jüdischer Abstammung. Sein aus Polen stammender Vater Uszer J. Fiszman wurde in den 1960er- bis 1980er-Jahren mit Immobiliengeschäften und als Importeur von JVC-Audio-Unterhaltungselektronikgeräten vermögend.
1978 verkaufte Fiszman die Mehrheit an der JVC-Vertretung an den Mutterkonzern. Das Osteuropageschäft mit JVC-Geräten wurde behalten und nach dem Tod des Vaters vom Sohn durch die OWEC Ost-West Electronic GmbH fortgeführt.
Sein älterer Bruder Georg Fischmann lebt mit seiner Familie in Köln. Dessen Sohn war 1991 ebenfalls Opfer einer Entführung, wurde aber nach drei Tagen freigelassen, offiziell ohne Zahlung eines Lösegeldes.

## Strafprozess
Am 2. Oktober 1997 begann der Prozess gegen die beiden Entführer.
Der Vater Rainer Körppen wurde am 1. Oktober 1998 wegen Mordes und erpresserischen Menschenraubes unter Feststellung der besonderen Schwere der Schuld zu lebenslanger Freiheitsstrafe und Sicherungsverwahrung verurteilt. Der Täter bestritt seine Taten. Belastende Aussagen des Sohnes und Indizien führten zur Verurteilung.
Andere von Rainer Körppen begangene schwere Straftaten waren vorausgegangen, darunter Körperverletzung mit Todesfolge und zwei weitere Entführungen.
Der Sohn Sven Körppen, der wegen erpresserischen Menschenraubes und Beihilfe zum Mord zu zwölf Jahren Freiheitsstrafe verurteilt wurde, kam im Mai 2006 wieder frei. Er nahm sich im November 2010 das Leben.
Im Jahr 2014 war Rainer Körppen nach wie vor in der JVA Schwalmstadt.

## Verfilmung
Der Fall wurde mehrfach in Fernsehproduktionen thematisiert.
2006 wurde der Fall in der Serie Die großen Kriminalfälle (Staffel 5, Folge 25) mit dem Titel Familienbande – Der Mörder und sein Sohn verfilmt.
Im Jahr 2008 wurde er in der Serie Anwälte der Toten (Staffel 4, Folge 3) mit dem Titel Entführt, gefoltert und erschlagen gezeigt.
Im Jahr 2023 wurde die Entführung in der dreiteiligen Staffel 19 der ARD Crime Time unter dem Titel Auf den Spuren des Bösen thematisiert.
Im Rahmen der MDR Serie „Kripo live – Tätern auf der Spur“ entstand 2024 eine 25 Minuten lange Dokumentation zu dem Fall.